# Paraphenice hargrevesi
Paraphenice hargrevesi är en insektsart som beskrevs av Frederick Arthur Godfrey Muir 1928. Paraphenice hargrevesi ingår i släktet Paraphenice och familjen Derbidae. Inga underarter finns listade i Catalogue of Life.